# Dívčí Kopy
Dívčí Kopy (německy Ditschkop) jsou obec v okrese Jindřichův Hradec v Jihočeském kraji. Žije zde 66 obyvatel. Leží třináct kilometrů severně od Jindřichova Hradce.

## Historie
Vesnice je prvně připomínána roku 1267 v zápise, v němž je zmíněn jistý Pertolt z Dívčích Kop. Prapůvodním názvem vsi byl Dívčí Kop, kdy význam slova kop lze pravděpodobně vyložit jako mohyla či náhrobek. Přídavné jméno Dívčí má pravděpodobně stejný původ jako označení míst Děvín, kdy odkazuje na bájné ženy či dívky.

## Obyvatelstvo
| Rok            | 1869 | 1880 | 1890 | 1900 | 1910 | 1921 | 1930 | 1950 | 1961 | 1970 | 1980 | 1991 | 2001 | 2011 | 2021 |
| -------------- | ---- | ---- | ---- | ---- | ---- | ---- | ---- | ---- | ---- | ---- | ---- | ---- | ---- | ---- | ---- |
| Počet obyvatel | 158  | 216  | 258  | 280  | 279  | 259  | 212  | 150  | 160  | 111  | 79   | 59   | 61   | 64   | 74   |
| Počet domů     | 20   | 29   | 33   | 37   | 40   | 40   | 42   | 45   | 38   | 38   | 32   | 39   | 41   | 48   | 46   |

## Obecní správa
Mezi lety 1850–1960 byly Dívčí Kopy obcí v okrese Pelhřimov (1850–1930), posléze v okrese Kamenice nad Lipou (1950) a později v okrese Jindřichův Hradec. V letech 1960–1992 patřily jako část města k Nové Včelnici a od 1. ledna 1993 jsou opět samostatnou obcí.

## Galerie

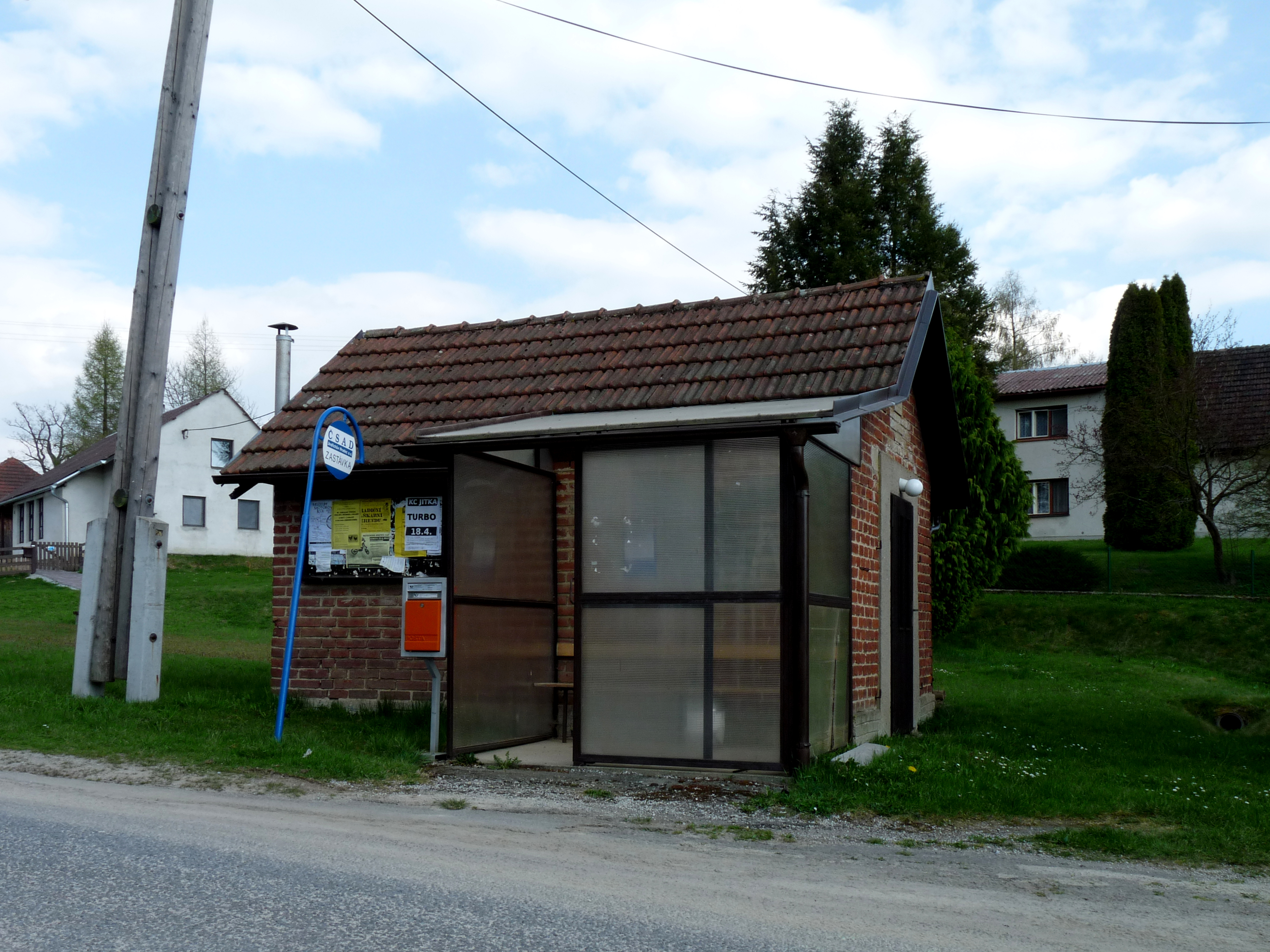
Zastávka
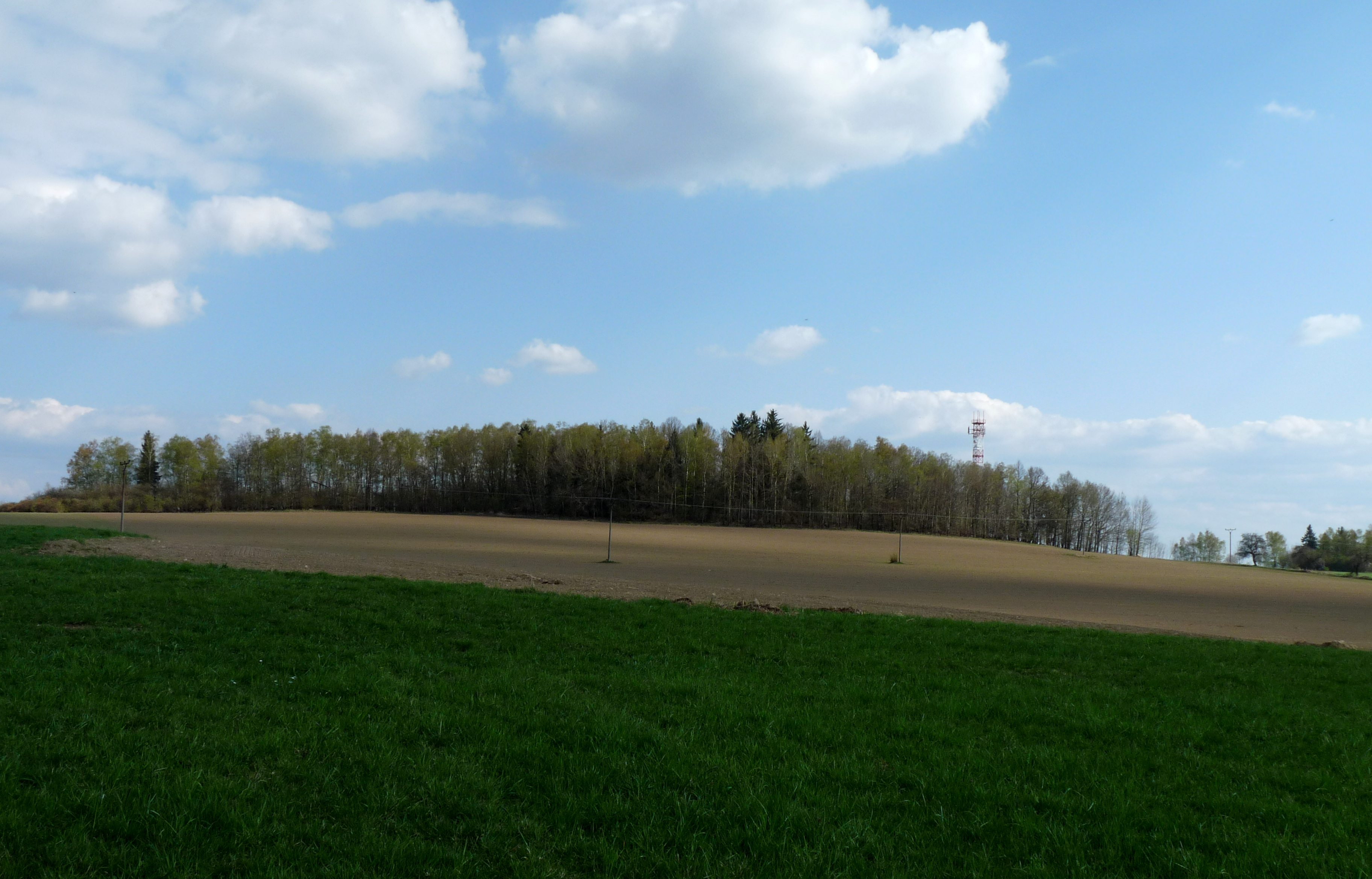
Vrch Kostelík
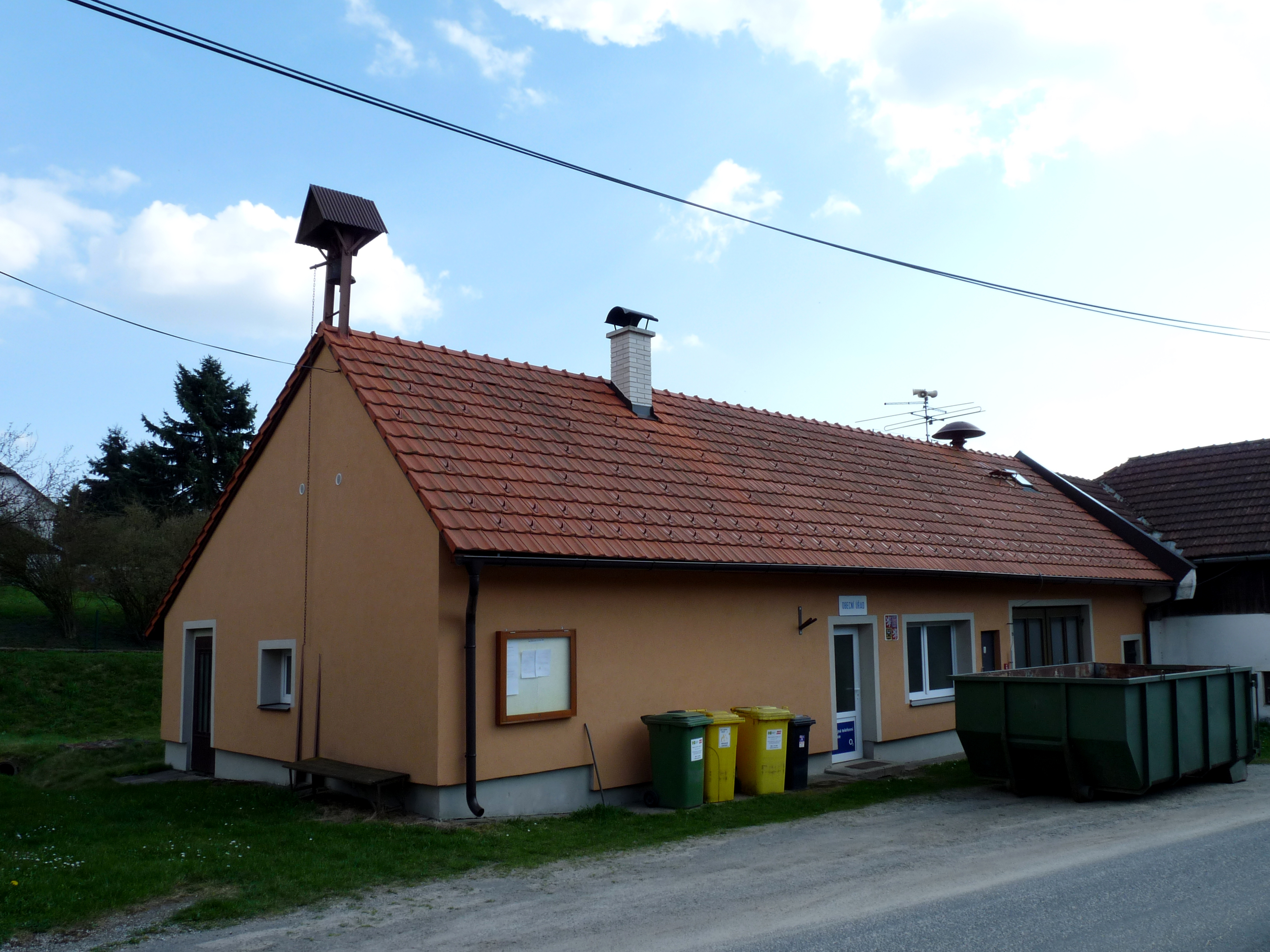
Stavení č.p. 1
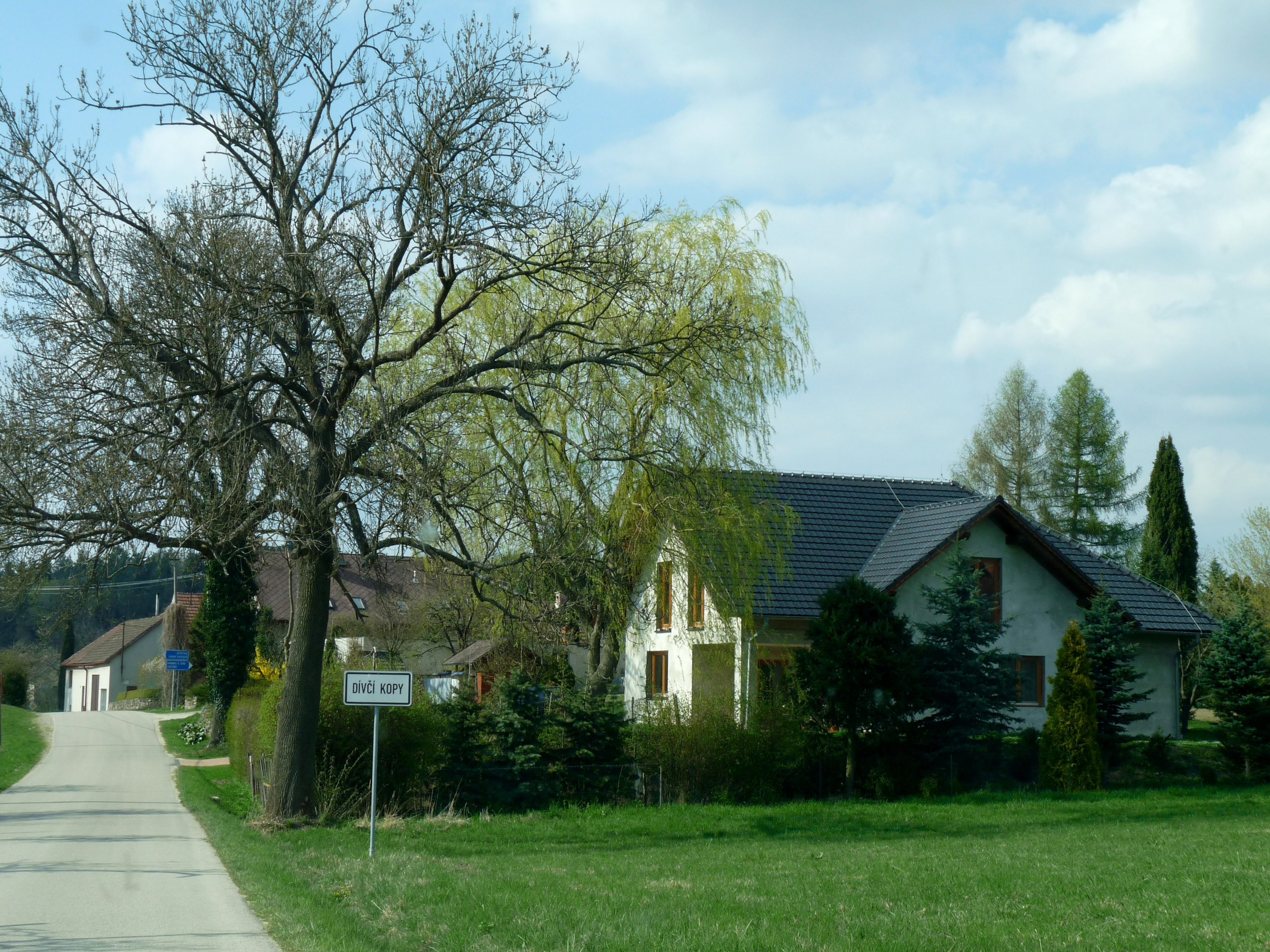
Začátek obce